# Chaumont-sur-Aire
Chaumont-sur-Aire är en kommun i departementet Meuse i regionen Grand Est (tidigare regionen Lorraine) i nordöstra Frankrike. Kommunen ligger i kantonen Vaubecourt som tillhör arrondissementet Bar-le-Duc. År 2022 hade Chaumont-sur-Aire 120 invånare.

## Befolkningsutveckling
Antalet invånare i kommunen Chaumont-sur-Aire
| Referens: INSEE |